# Biarritz
Biarritz o Biárriz  (en francés: Biarritz; en euskera: Biarritz, localmente Miarritze; en gascón; Biàrritz) es una ciudad y comuna del suroeste de Francia, situada en el departamento de Pirineos Atlánticos, en la región de Nueva Aquitania. Es una de las principales localidades de la provincia histórica del País Vasco francés de Labort y forma parte de la comunidad de aglomeración del País Vasco.
Limita al oeste con el mar Cantábrico, al norte y al este con Anglet, al sur con Arcangues, Arbona y Bidarte, cerca de Bayona y a 20 km de la frontera con España. A una distancia de 40 km se halla la ciudad española de San Sebastián, desarrollada como ciudad balneario por la realeza española siguiendo el modelo de Biarritz. Sus playas hacen de la ciudad un centro turístico. El surf encuentra en Biarritz uno de los puntos más importantes para su práctica. Fue en su origen un pueblo ballenero.

## Toponimia
Biarritz es un topónimo de origen dudoso, registrado de diversas formas a lo largo de la historia: Bearids, Bearriz (1150); Beiarridz (1165); Bearriz, Beariz (1170); lo port de Beiarriz, Bearridz (1261); Beiarid (1199); Bearritz (1249); Beiarriz, Beiarrids (1261); Bearrits (1338); Bearritz (1498); Sanctus Martinus de Biarriz (1689); Mearritcen (1712); Biarrits (1863); Biarritze, Miarritze (siglo XIX)...
Al encontrarse en una comarca donde confluyen varias lenguas, cada una de estas lo ha adaptado a su pronunciación, y en ocasiones a su ortografía:
- en euskera: Biarritz /bjarit͡s̻/ o /bjaʁit͡s̻/ y Miarritze /miaʁit͡s̻e/
- en francés: Biarritz /bjaʁits/
- en gascón y occitano: Biàrritz /bjaʁits/

En euskera, lengua en la que parece encontrarse el origen del nombre, la forma Biarritz, aún siendo la más expandida y la recomendada por Euskaltzaindia, coexiste con la forma Miarritze, utilizada sobre todo en Lapurdi, reconocida por la academia vasca como alónimo.
En castellano, tal y como señala la Real Academia Española, la grafía más habitual y con diferencia es Biarritz, como en francés y en euskera, y no así Biárriz, que sería más acorde con la ortografía de la lengua, cuyo uso es residual. A pesar de ello, por influencia de otros topónimos vascos que sí han sido adaptados gráficamente al castellano (Ostitz > Ostiz, Erratzu > Errazu, Beintza > Beinza...), los hablantes sustituyen generalmente el fonema vasco /t͡s̻/, ausente en castellano, por una aproximación /θ/, más cómoda para los hablantes de esta lengua.

### Etimología
Existen varias teorías acerca del signficado de Biarritz, sin que por el momento se haya podido determinar un origen certero.
Para Jean-Baptiste Orpustan, provendría de la raíz vasca berar, derivado de belhar (hierba), y el sufijo locativo -itz, significando así "lugar hierboso", "pradera", rechazando explícitamente cualquier relación con el gascón u otra lengua romance. Michel Morvan retoma esta explicación, añadiendo que hasta el siglo XIX, Biarritz no era más que un pequeño pueblo en la extremidad sur de las Landas (en su sentido geográfico, abarcan desde la desembocadura del Garona, al norte, hasta Amodio Ganbera, en Anglet, justo en la frontera con Biarritz).
Así, Orpustan rechaza las tesis de occitanistas como Jacques Lemoine, quien quiere ver detrás de Biarritz el verbo gascón veder (ver), pese a que nunca se ha registrado forma alguna de este topónimo con v-, y -itz como en trobador, trobaïritz (trovador, trovadora), que para él harían de Biarritz "la vidente". Lemoine también incluye a Bidarrai y Bithiriña entre los topónimos vascos con raíz gascona veder, pero el primero se compone del euskera bida, bide (camino) y el segundo es una adaptación local del latín vitrina (verrería), lo que rechaza una vez más la supuesta raíz veder.
Otra hipótesis, esta de Hector Iglesias, supone que detrás de Biarritz se encuentre un antropónimo germánico transformado en topónimo, como ocurre frecuentemente en Francia. Para ello se apoya en la parroquia gallega de Santa María de Beariz, antiguamente registrado como Viarici (1034), Uiarici, Uiariz (1053) y Veariz (1220), que guardan en la apariencia similitud con las registradas a la misma época en este caso. El antropónimo sería Viaricus, en su forma latinizada, originalmente *Weiha‑reiks, aunque nunca atestado. De esta forma, se compondría de wig- (guerra, combate) y reiks (jefe). Existen también en zonas gallegoparlantes otros topónimos como San Martín de Beariz, Santa Magdalena de Baariz (Paradela) y Viariz, admeás de Viariz y Viariz (Vila Real), en Portugal, que podrían compartir la misma raíz, siempre según Iglesias.
Para Eugène Goyheneche, Biarritz estaría relacionado con Ustaritz, y de la misma forma que este último, Biarritz estaría compuesto por un nombre de pila y el sufijo posesivo vasco -itz, siendo así el "lugar propiedad de *Beiar", aunque sin concretar de qué nombre se trataría. Este autor añade además que la forma Biarritz sería la forma antigua (Bearriz, 1150; Beiarrids, 1261) que la lengua escrita (esencialmente, el francés) habría fijado temprano, impidiendo que siga evolucionando, mientras que la forma Miarritze respondería a la evolución natural de los vascoparlantes de la zona, de la misma manera que Ustaritz en euskera actualmente es Uztaritze y Bithiriña es localmente Mithiriña.

## Geografía

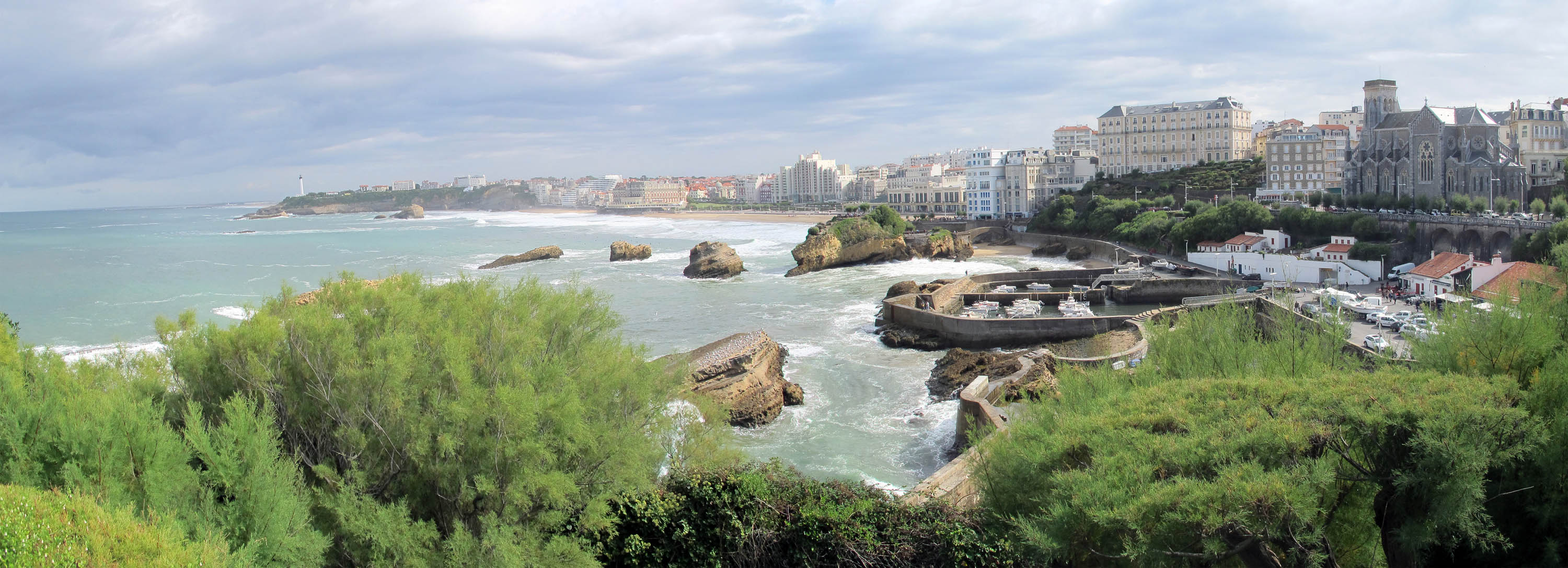
El puerto pesquero (vista parcial), con la playa y el faro al fondo.

Biarritz se sitúa en el sudoeste de Francia, en el departamento de los Pirineos Atlánticos, en la Costa Vasca, en el Golfo de Vizcaya y cerca de la frontera con España. El cabo Saint-Martin, que domina el faro de Biarritz, señala el límite entre la costa de las Landas, al norte, arenosa y llana, que comienza en el punto extremo de la Gironda y que termina en Anglet, y la costa recortada de acantilados del País Vasco al sur. Biarritz está construida sobre una serie de colinas a lo largo de la costa. La ciudad da directamente sobre distintas calas y playas como la grande plage, la côte des Basques (Costa de los Vascos) o el port des pêcheurs (puerto de los pescadores).

## Clima[17]
| Parámetros climáticos promedio de Biarritz (France) | Parámetros climáticos promedio de Biarritz (France) | Parámetros climáticos promedio de Biarritz (France) | Parámetros climáticos promedio de Biarritz (France) | Parámetros climáticos promedio de Biarritz (France) | Parámetros climáticos promedio de Biarritz (France) | Parámetros climáticos promedio de Biarritz (France) | Parámetros climáticos promedio de Biarritz (France) | Parámetros climáticos promedio de Biarritz (France) | Parámetros climáticos promedio de Biarritz (France) | Parámetros climáticos promedio de Biarritz (France) | Parámetros climáticos promedio de Biarritz (France) | Parámetros climáticos promedio de Biarritz (France) | Parámetros climáticos promedio de Biarritz (France) |
| Mes                                                 | Ene.                                                | Feb.                                                | Mar.                                                | Abr.                                                | May.                                                | Jun.                                                | Jul.                                                | Ago.                                                | Sep.                                                | Oct.                                                | Nov.                                                | Dic.                                                | Anual                                               |
| --------------------------------------------------- | --------------------------------------------------- | --------------------------------------------------- | --------------------------------------------------- | --------------------------------------------------- | --------------------------------------------------- | --------------------------------------------------- | --------------------------------------------------- | --------------------------------------------------- | --------------------------------------------------- | --------------------------------------------------- | --------------------------------------------------- | --------------------------------------------------- | --------------------------------------------------- |
| Temp. máx. abs. (°C)                                | 23.4                                                | 28.9                                                | 29.7                                                | 32.1                                                | 34.8                                                | 39.2                                                | 39.8                                                | 40.6                                                | 38.7                                                | 32.2                                                | 27.8                                                | 25.1                                                | 40.6                                                |
| Temp. máx. media (°C)                               | 11.9                                                | 12.9                                                | 14.3                                                | 15.5                                                | 18.9                                                | 21.2                                                | 23.8                                                | 24.3                                                | 22.9                                                | 19.5                                                | 14.9                                                | 12.8                                                | 17.8                                                |
| Temp. media (°C)                                    | 8.3                                                 | 9.2                                                 | 10.4                                                | 11.8                                                | 15.1                                                | 17.6                                                | 20.1                                                | 20.5                                                | 18.7                                                | 15.5                                                | 11.2                                                | 9.3                                                 | 14                                                  |
| Temp. mín. media (°C)                               | 4.7                                                 | 5.5                                                 | 6.5                                                 | 8.1                                                 | 11.3                                                | 14                                                  | 16.3                                                | 16.7                                                | 14.4                                                | 11.5                                                | 7.4                                                 | 5.8                                                 | 10.2                                                |
| Temp. mín. abs. (°C)                                | -12.7                                               | -11.5                                               | -7.2                                                | -1.3                                                | 3.3                                                 | 5.3                                                 | 9.2                                                 | 8.6                                                 | 5.3                                                 | -0.6                                                | -5.7                                                | -8.9                                                | -12.7                                               |
| Precipitación total (mm)                            | 137.6                                               | 135                                                 | 119.6                                               | 142.3                                               | 125.5                                               | 100.8                                               | 81.1                                                | 96.3                                                | 130.7                                               | 148.4                                               | 177.7                                               | 144.6                                               | 1539.6                                              |
| Horas de sol                                        | 103.6                                               | 125.2                                               | 163.4                                               | 176.6                                               | 187                                                 | 209                                                 | 221.3                                               | 210.7                                               | 196.9                                               | 145.8                                               | 113.2                                               | 95.6                                                | 1914.8                                              |
| Fuente: Météo climat stats «Clima de Biarritz».     |                                                     |                                                     |                                                     |                                                     |                                                     |                                                     |                                                     |                                                     |                                                     |                                                     |                                                     |                                                     |                                                     |

## Heráldica
Bandera: Partido de gules y sable.
Escudo: En campo de azur, una barca ballenera de cinco hombres, uno de los cuales se apresta a arponear una ballena que nada al lado de ellos, todo ello al natural; jefe de oro cargado con dos veneras de su color natural y un franco-cuartel siniestrado, de gules, cargado con una estrella de plata.
Divisa: J'ai pour moi les vents, les astres et la mer ("Y para mí los vientos, las estrellas y el mar").

## Demografía
| Gráfica de evolución demográfica de Biarritz entre 1800 y 2012 |
|                                                                |

Fuentes: Ldh/EHESS/Cassini e INSEE.

## Historia

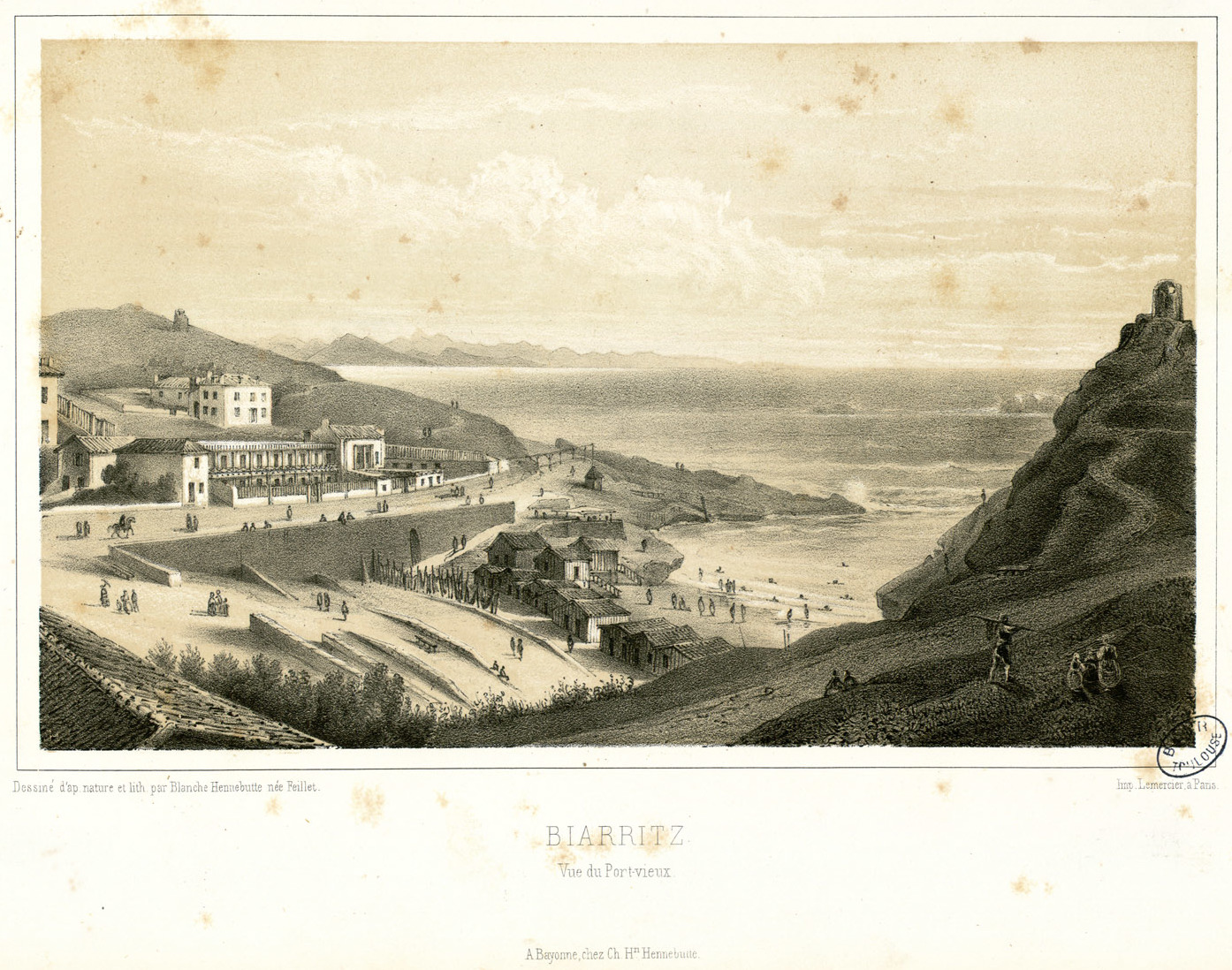
Vista desde el puerto en una litografía de 1928

Biarritz es una ciudad balneario muy conocida desde el siglo XIX. Estaba constituida por un pueblo de pescadores de ballenas cuando Victor Hugo la “descubrió” en 1843. Él ya mencionaba el riesgo que tenía el pasar a ser una ciudad balnearia. La localidad se constituyó como puerto pesquero de ballenas a partir del siglo XI. Estaba formada por dos asentamientos: el barrio de la iglesia de San Martín y el puerto pesquero (Port-Vieux) defendido por el castillo de Belay o Ferragus. Su blasón muestra una gran barca ballenera, que sigue siendo el símbolo de la ciudad. La población es de origen vasco, con la introducción de elementos gascones a partir del siglo XIV. Biarritz formó parte de Labort hasta 1790. El primer faro se construyó en 1650.
En el siglo XIX los médicos recomendaban los baños de mar en Biarritz por sus propiedades terapéuticas.[cita requerida] En 1854, la emperatriz Eugenia, esposa de Napoleón III, se hizo construir un palacio en la playa hoy día conocido como Hôtel du Palais. El casino de Biarritz fue inaugurado el 10 de agosto de 1901. La familia real británica pasó temporadas en Biarritz.

## Principales monumentos, eventos y edificios de interés
- Musée Asiatica, que alberga una significativa colección de arte asiático, fundamentalmente de India, Nepal, Tíbet y China.
- Musée de la Mer (Museo de la Mar), que tiene veinticuatro acuarios, con tiburones y ballenas.
- El Festival de Surf de Biarritz, que tiene carácter anual y se celebra desde 1993.
- La iglesia de San Martín, construida en el siglo XII y restaurada a mediados del siglo XVI.
- La iglesia ortodoxa rusa, edificada en el siglo XIX para la colonia de aristócratas rusos, con su conocida cúpula de color azul.
- La Chapelle Imperiale (Capilla Imperial), construida para la emperatriz Eugenia de Montijo, con abigarrada decoración y azulejos en los muros.
- Dos grandes casinos, llamados Barrière y Bellevue, frente a la Grande Plage.
- Plaza Clemenceau, centro neurálgico de la villa y acceso a la playa.
- El mercado Des Halles, inaugurado en 1885. Se sitúa en el corazón de Biarritz y es el orgullo del centro de la ciudad, donde decenas de comerciantes perpetúan la tradición de servicio y calidad de vida.
- Faro de la Pointe Saint-Martin y la playa de Anglet.[18]

## Deportes
| Equipo                         | Deporte    | Competición | Estadio                  | Creación |
| ------------------------------ | ---------- | ----------- | ------------------------ | -------- |
| Biarritz Olympique Pays Basque | Rugby      | Top 14      | Parc des Sports Aguilera | 1913     |
| Jeanne d'Arc de Biarritz       | Fútbol     | Regional 2  | Stade Saint Martin       | 1976     |
| Jeanne d'Arc de Biarritz       | Baloncesto |             | Gymnase Fal              |          |

## Ciudades hermanadas
- Augusta (Estados Unidos)
- Cascais (Portugal)
- Ixelles (Bélgica)
- Jerez de la Frontera (España)
- Zaragoza (España)